# Schloss Koritau

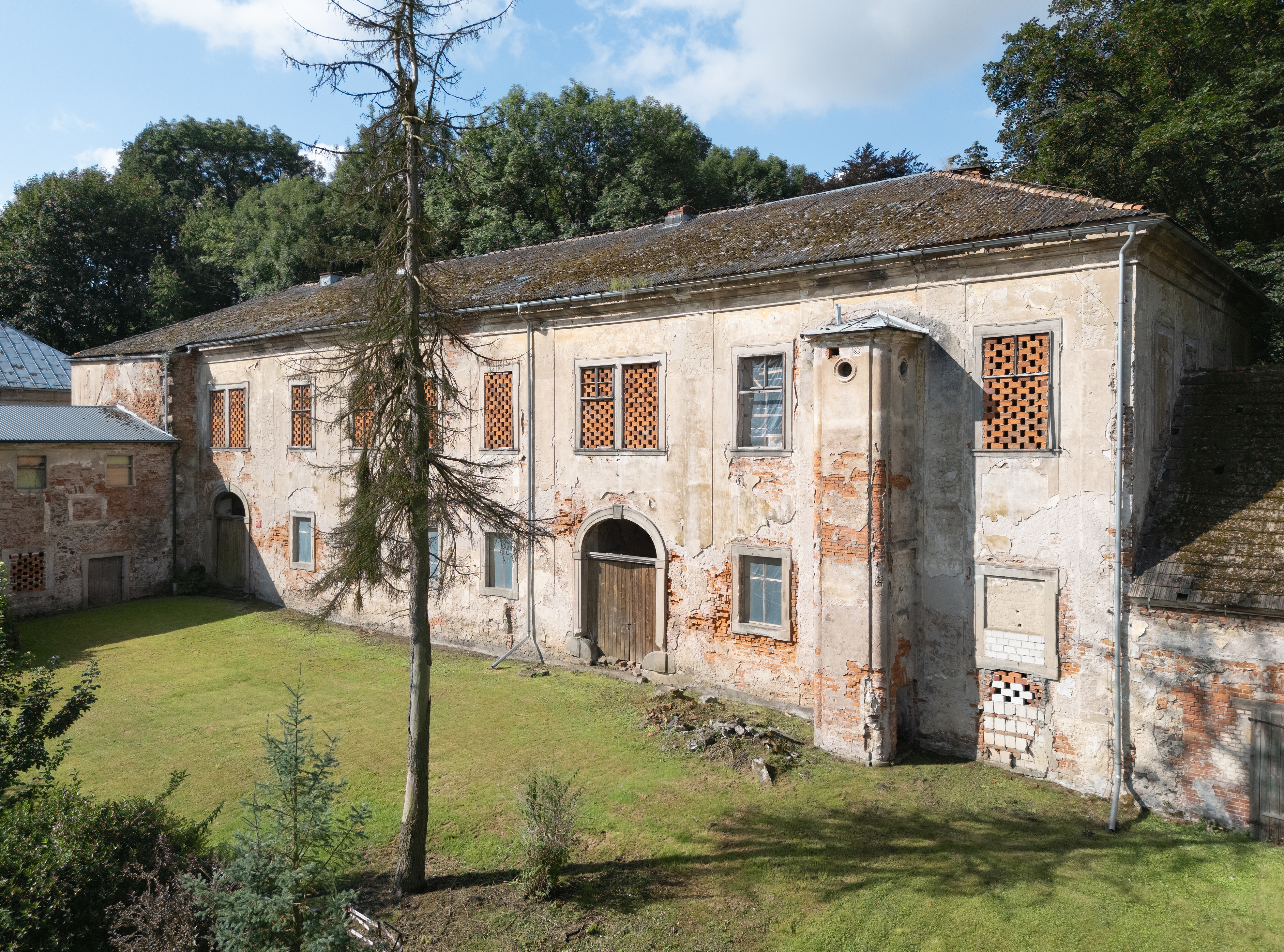
Schloss Koritau

Das Schloss Koritau (polnisch Pałac w Korytowie) ist ein ruinöses Schloss in Korytoẃ (deutsch Koritau) im Powiat Kłodzki der Woiwodschaft Niederschlesien in Polen. Historisch gehörte es zur Grafschaft Glatz.

## Geschichte
Das Schloss Koritau wurde 1711 vom damaligen Grundherrn Anton Isaias von Hartig durch den Glatzer Festungsbaumeister Jakob (Jacopo) Carove im Stil des Barock errichtet. Es ist ein Rechteckbau mit zwei Geschossen, niedrigem Walmdach und zwei gesprengten Portalen, die mit Giebeln bekrönt sind. Die Fensterachsen sind durch eingetiefte Brüstungsfelder betont. In einer Durchfahrt befindet sich ein Treppenhaus mit Resten einer Stuckdekoration.
An der Einfahrt zum Park befindet sich eine 1726 aufgestellte Figur des böhmischen Landesheiligen Johannes von Nepomuk.